# Klimov TV3-117
Klimov TV3-117 je sovětský turbohřídelový motor. Používá se ve většině nákladních, užitkových a útočných vrtulníků navržených konstrukčními kancelářemi Mil a Kamov. Jeho vývoj byl dokončen v roce 1974 a později byl montován na 95 % všech vrtulníků vyráběných Milem a Kamovem. Vznikl v mnoha variantách.

## Použití
- Antonov An-140
- Kamov Ka-27
- Kamov Ka-29
- Kamov Ka-32
- Kamov Ka-50
- Mil Mi-8
- Mil Mi-14
- Mil Mi-17
- Mil Mi-24
- Mil Mi-28
- Mil Mi-35

## Specifikace (TV3-117VMA Serie 2)

### Technické údaje
- Typ: Turbohřídelový motor s volnou turbínou
- Délka: 2055 mm
- Průměr: 728 mm
- Hmotnost suchého motoru: 294 kg

### Součásti
- Kompresor:
- Spalovací komora:
- Turbína:

### Výkony
- Maximální výkon: 1 640 kW (2 200 shp) (vzletový)
- Celkový poměr stlačení: 9,4:1
- Teplota plynů před turbínou:  920–990 °C
- Průtok/hltnost vzduchu:   8,7 kg/s
- Měrná spotřeba paliva: 0,308 kg/kW/hr (0.507 lb/shp/hr)
- Poměr výkon/hmotnost:  5,58 kW/kg